# Wilhelm Forsberg
Karl Wilhelm Gottfrid Forsberg, kallad Ville eller Wille, född 20 maj 1915, död 11 juli 2010, var en svensk socialdemokratisk kommunal- och landstingspolitiker.

## Biografi
Forsberg började sin karriär som ombudsman i Litografiska föreningen 1947–1958 och han var ordförande i Svenska litografförbundet 1958–1965.
Han var kulturborgarråd i Stockholms stad 1966–1970 och landstingsråd i Stockholms läns landsting 1971–1982. Han var kultur- och utbildningslandstingsråd 1971–1973 och oppositionslandstingsråd 1973–1982. Åren 1983–1985 var han landstingsstyrelsens ordförande.
Forsberg var en humoristisk folktalare, som ofta lockade till skratt och inte sällan vann sympati även hos politiska motståndare. Forsberg avled, 95 år gammal, i juli 2010. En runa över honom författad av bland andra Bosse Ringholm publicerades i Svenska Dagbladet den 1 augusti 2010.